# FC Ararat-Armenia
FC Ararat-Armenia (arménsky: Ֆուտբոլային Ակումբ Արարատ-Արմենիա) je arménský fotbalový klub z Jerevanu. Byl založen v roce 2017. Klub hraje nejvyšší arménskou fotbalovou ligu.
Několikrát hrál v evropských pohárech.

## Slavní hráči

### Nejvíce zápasů
|   | Jméno              | Roky                 | Liga     | Arménský pohár | Superpohár | Evropské poháry | Celkem   |
| - | ------------------ | -------------------- | -------- | -------------- | ---------- | --------------- | -------- |
| 1 | Armen Ambartsumyan | 2018–současnost      | 138 (9)  | 21 (0)         | 2 (0)      | 15 (0)          | 176 (9)  |
| 2 | Mailson Lima       | 2019–2021, 2021–2023 | 102 (33) | 9 (1)          | 2 (2)      | 12 (5)          | 125 (41) |
| 3 | Artyom Avanesyan   | 2018–současnost      | 98 (7)   | 11 (6)         | 0 (0)      | 6 (0)           | 115 (13) |
| 4 | Alemão             | 2020–současnost      | 91 (8)   | 10 (1)         | 0 (0)      | 10 (1)          | 112 (10) |
| 5 | Karen Muradyan     | 2021–současnost      | 88 (0)   | 6 (0)          | 0 (0)      | 6 (0)           | 100 (0)  |
| 6 | Alwyn Tera         | 2021–současnost      | 84 (5    | 4 (0)          | 0 (0)      | 6 (0)           | 94 (5)   |
| 7 | Zakaria Sanogo     | 2019–2022            | 69 (6)   | 11 (1)         | 2 (0)      | 10 (0)          | 92 (7)   |
| 8 | Junior Bueno       | 2021–současnost      | 72 (2)   | 8 (0)          | 0 (0)      | 6 (1)           | 86 (3)   |
| 9 | Furdjel Narsingh   | 2019–2022            | 66 (5)   | 7 (0)          | 0 (0)      | 12 (0)          | 85 (5)   |
| 9 | Dmitry Abakumov    | 2018–2023            | 68 (0)   | 12 (0)         | 0 (0)      | 5 (0)           | 85 (0)   |